# Réso Atao
Le Réso Atao est un parti politique du Bénin, fondé en février 2013 par le député Mohamed Atao Hinnouho élu sur la liste du parti et l'Union fait la Nation en 2011, anciennement membre du Parti du renouveau démocratique (Prd).

## Historique
Le Réso Atao est une initiative au départ connue pour ses œuvres caritatives et sociales notamment l’accompagnement des femmes et de leurs enfants victimes de violence conjugales et/ou familiale. Le samedi 9 février 2013 le Réso Atao est transformé en parti politique à l’issue d’un congrès constitutif tenu au Palais des sports de Cotonou,.